# 拓跋道符
拓跋道符（?—467年2月14日），魏太武帝拓跋燾之孙，東平王拓跋翰之子，北魏宗室、官员。

## 生平
拓跋道符在父亲拓跋翰去世后袭爵为东平王，加号中军大将军。魏献文帝拓跋弘即位后，拓跋道符出任长安镇大将。皇兴元年正月庚子（467年2月7日），镇军大将军、东平王拓跋道符谋反，杀死了副将、驸马都尉万古真、钜鹿公李恢以及雍州刺史鱼玄明、雍州别驾李允等人。魏獻文帝诏令司空平昌公和其奴与東陽公元丕等討伐拓跋道符。正月丁未（467年2月14日），拓跋道符被长安镇司馬段太陽斬殺，首级被传至京師。拓跋道符的兄弟都被诛杀。